# Mogami (incrociatore)
Il Mogami (最上?) è stato un incrociatore pesante appartenente alla Marina imperiale giapponese, prima ed eponima unità della stessa classe e così chiamato in onore del fiume omonimo che segnava il confine tra le vecchie province di Uzen e di Ugo. Fu varato dal cantiere di Kure nel marzo 1934 come incrociatore leggero e assunse il suo aspetto definitivo dopo che, nel 1939-1940, fu dotato di cinque torri binate con cannoni da 203 mm.
Appartenente alla 7ª Divisione incrociatori, nel corso degli anni trenta prestò servizio nel teatro di guerra cinese. Con l'inizio delle ostilità sul fronte del Pacifico fu assegnato con le navi sorelle alla 2ª Flotta e scortò diversi convogli militari e, nella notte del 28 febbraio-1º marzo, ebbe parte determinante nella battaglia dello Stretto della Sonda. Dopo aver partecipato attivamente alla riuscita incursione giapponese nell'Oceano Indiano (prima decade di aprile), tornò in patria e, raddobbato, fece parte della grande armata navale riunita dall'ammiraglio Isoroku Yamamoto per occupare l'atollo di Midway: nel corso dell'omonima battaglia speronò il gemello Mikuma e rimase gravemente danneggiato da tre attacchi aerei. Riuscì a tornare alla base di Truk e poi in Giappone, dove fu trasformato in "incrociatore-portaerei" tramite la rimozione delle artiglierie di poppa e l'aggiunta di un ponte di volo (furono caricati una decina di idrovolanti). Tornato operativo nell'aprile 1943, da allora in avanti fu assegnato direttamente ai comandi di flotta: nel corso dell'anno, però, si limitò a scortare convogli, seguire esercitazioni e prendere parte a due vane sortite. All'inizio di novembre accusò danni di una certa entità dopo essere rimasto coinvolto nel bombardamento di Rabaul, dove era stato inviato per condurre un contrattacco alla testa di ponte americana su Bougainville.
Nel febbraio 1944 rientrò in servizio e rimase nelle vicinanze di Singapore con il resto delle forze da battaglia, impegnato in regolari esercitazioni e addestramento al tiro. A fine maggio salpò assieme alle altre unità della 2ª e 3ª Flotta e fu presente alla battaglia del Mare delle Filippine (19-20 giugno), cui sopravvisse illeso; tornò quindi nelle ex Indie orientali olandesi. Al momento dell'attacco statunitense alle Filippine (17-18 ottobre), fu assegnato alla formazione distaccata del viceammiraglio Shōji Nishimura, che doveva passare dallo Stretto di Surigao e aggredire le spiagge di Leyte, affollate di trasporti e mezzi anfibi statunitensi. Nella notte tra il 24 e il 25 ottobre la formazione tentò di forzare il passaggio, fallendo con perdite disastrose. Il Mogami, in un primo momento rimasto indenne, fu ripetutamente colpito dagli incrociatori americani e incassò anche due bombe; nella mattinata del 25, completamente fuori uso, fu abbandonato e il cacciatorpediniere Akebono, preso a bordo l'equipaggio (tranne 190 morti circa, incluso il comandante) lo mandò a fondo con un siluro.

## Caratteristiche
Il Mogami formava con i gemelli Mikuma, Suzuya e Kumano la classe omonima, derivata da un progetto che la stipula del trattato navale di Londra, nell'aprile 1930, aveva costretto a mettere da parte. Pensata inizialmente come gruppo di incrociatori leggeri, prevedeva sei esemplari da 8 630 tonnellate, dotati di quindici cannoni da 155 mm in cinque torri trinate, dodici tubi lanciasiluri da 610 mm e capaci di 37 nodi di velocità. Inoltre lo stato maggiore generale impose di concepire le navi perché fosse possibile, in futuro, rimuovere le torri originarie per imbarcarne altre con pezzi da 203 mm. Sin da subito si comprese che le specifiche erano esagerate e già nel 1931 fu preventivato un dislocamento di 9 650 tonnellate: allo scopo di contenere il peso (obiettivo del tutto mancato), fu introdotta massicciamente la saldatura e la struttura portante dello scafo fu ridotta in maniera drastica.
Il Mogami presentava una lunghezza alla linea di galleggiamento di 197 metri (201,50 fuori tutto), una larghezza massima di 18 metri e un pescaggio di 5,50 metri. Il dislocamento a pieno carico durante le prove in mare fu calcolato in 10 993/11 200/11 529. L'unità era gestita da un equipaggio di 860 tra ufficiali, sottufficiali e marinai. L'armamento principale comprendeva quindici cannoni Type 3 da 155 mm lunghi 60 calibri (L/60) suddivisi in cinque torri, disposte due a poppa sovrapposte e tre a prua: di queste, la centrale era la più bassa e poteva sparare solo in bordata. Sul primo ponte (nella sezione compresa tra le torri poppiere e l'imponente fumaiolo, altra peculiarità della classe) furono ricavate quattro camere – due per murata – dove furono posti altrettanti impianti trinati di lanciasiluri da 610 mm brandeggiabili, equipaggiati con un sistema di ricarica rapida. Numerosa era la dotazione contraerea, con due impianti binati in torri corazzate ospitanti pezzi Type 10 da 120 mm L/45, quattro installazioni doppie di cannoni Type 96 da 25 mm L/60 e due doppie di mitragliatrici pesanti Type 93 da 13,2 mm. Sul ponte di poppa, infine, si trovavano due catapulte e due hangar per il ricovero di quattro idrovolanti da ricognizione.
L'apparato motore era costituito da dieci caldaie Kanpon che alimentavano quattro turbine a ingranaggi a vapore, a ciascuna delle quali era vincolato un albero motore con elica; era erogata una potenza totale di 152 000 shp e la velocità massima toccava i 37 nodi. La riserva di carburante arrivava a 2 389 tonnellate di olio combustibile, permettendo un'autonomia pari a 7 500 miglia alla velocità di 14 nodi. La corazzatura aveva rinunciato alle linee curve delle precedenti classi e presentava uno spessore di 100 mm alla cintura (65 mm per la parte sommersa), cui erano solidali controcarene spesse 65 mm (25 mm nella fascia inferiore, dove si trovava lo scafo a doppio fondo); cintura e controcarene arrivavano a 140 mm in corrispondenza delle riservette. Le paratie stagne trasversali allo scafo erano spesse 105 mm, attorno alle macchine di governo 100 e 35 mm; il ponte di coperta era spesso 60 (zone orizzontali) o 35 mm (aree inclinate), il primo ponte 40 mm, torri d'artiglieria e barbette 25 mm. La torre di comando era racchiusa in un guscio spesso 100 mm, dimezzato per il tetto.

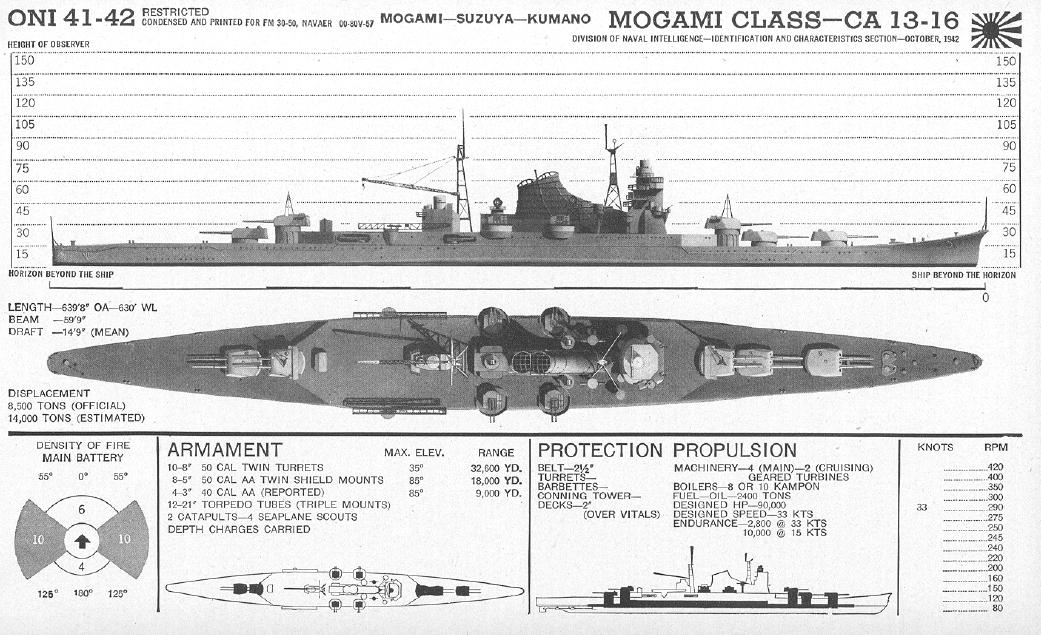
Pianta e profilo della classe, editi dall'Office of Naval Intelligence della United States Navy

Già in fase di completamento il Mogami e il resto della classe cominciarono a essere modificati: dopo l'incidente occorso alla torpediniera Tomozuru due giorni prima del varo (il 12 marzo 1934 si rovesciò durante una tempesta, a causa del baricentro troppo alto e del rapporto negativo tra larghezza e dislocamento), gli hangar furono eliminati e gli idrovolanti ridotti a tre, la torre di comando, le sovrastrutture di prua e l'albero di trinchetto ridimensionati. Durante le prove di tiro in mare nel marzo 1935, però, si ebbero rotture e deformazioni lungo le saldature dello scafo. Danni simili, ma più estesi, si ebbero durante il cosiddetto incidente della 4ª Flotta, quando tale squadra fu investita da un violento tifone durante un'esercitazione tra Hokkaidō e le isole Curili, riportando danni anche molto gravi su numerose navi. Il Mogami fu perciò trasferito alla riserva e subito posto in bacino di carenaggio per un'accurata ricostruzione, che durò sino al gennaio 1938: quasi tutte le giunzioni saldate furono rimpiazzate con i più tradizionali rivetti, le paratie trasversali furono irrobustite, furono aggiunte controcarene più larghe su quelle originarie, le sovrastrutture furono ulteriormente abbassate e la riserva di siluri fu ridotta ad appena sei ordigni; tuttavia i pezzi Type 10 furono rimossi in favore di quattro cannoni Type 89 da 127 mm L/40, montati a coppie in due impianti corazzati. A lavori terminati il dislocamento era salito a 13 230 tonnellate a pieno carico, il pescaggio a 5,90 metri e la larghezza a 19,20 metri, a detrimento della velocità massima (35 nodi).
Dopo la denuncia del trattato del 1930 e il rifiuto del suo rinnovo, si poté procedere tra il 1939 e la primavera 1940 alla sostituzione delle artiglierie principali con cinque torri binate, ospitanti dieci cannoni Type 3 modello 2 da 203 mm L/50: il Mogami fu così riclassificato incrociatore pesante, incrementò il dislocamento a 13 668 tonnellate e la larghezza dello scafo a 20,20 metri. Durante quest'intervento furono inoltre introdotti i siluri Type 93 da 610 mm nei lanciatori (con scorta di dodici armi) e rimpiazzate le catapulte con modelli recenti più capaci.

## Servizio operativo

### Costruzione e primi anni
L'incrociatore leggero Mogami fu ordinato nell'anno fiscale edito dal governo giapponese nel 1931. La sua chiglia fu impostata nel cantiere navale di Kure, il 27 ottobre dello stesso anno e il varo avvenne il 14 marzo 1934; fu completato e immesso in servizio il 28 luglio 1935.
Non appena iscritto nei registri della Marina imperiale giapponese, fu unito con il Mikuma nella 7ª Divisione incrociatori e posto alle dipendenze della 4ª Flotta, circostanza che lo coinvolse nell'incidente del settembre 1935. All'inizio del 1938 rientrò in servizio e con il Mikuma, il Suzuya e il Kumano (nel frattempo completati) riformò la 7ª Divisione, che spese il successivo anno in operazioni di pattugliamento e appoggio lungo le coste della Cina; di nuovo fermo in porto in vista del potenziamento dell'artiglieria principale, il Mogami si riunì ai gemelli nella 7ª Divisione il 1º maggio 1940. Dopo altri mesi di azioni nel Mar Cinese Orientale, fu inviato nelle acque dell'Indocina francese allo scopo di fare pressione sul locale governo coloniale e favorire la mediazione nipponica nella guerra franco-thailandese, tornando in patria in febbraio. Tra il 1935 e il 1941 il Mogami fu al comando dei seguenti capitani di vascello: Tomoshige Samejima (1º febbraio - 15 novembre 1935), che si era anche occupato dell'allestimento finale dell'unità; Seiichi Itō (15 novembre 1935 - 15 aprile 1936), Tetsuri Kobayashi (15 aprile - 1º dicembre 1936), un ufficiale rimasto ignoto (1º dicembre 1936 - 15 novembre 1939), Shunji Isaki (15 novembre 1939 - 28 novembre 1940) e un secondo ufficiale sconosciuto.

### 1941-1942
Il 16 luglio 1941 la 7ª Divisione al completo, capitanata dal contrammiraglio Takeo Kurita issante le sue insegne sul Kumano, salpò da Kure, raggiunse il 22 Samah (Hainan) e fornì copertura a distanza all'occupazione giapponese dell'Indocina; attese dunque l'arrivo di un convoglio carico di truppe e lo scortò sino a Saigon assieme all'incrociatore pesante Ashigara e alla 2ª Divisione portaerei (Soryu, Hiryu): arrivato il 30, il Mogami ripartì il giorno dopo con i gemelli e si fermò dal 7 al 19 agosto nella baia di Sukomo in Giappone, prima di procedere per Kure dove, il 15 settembre, passò agli ordini del capitano di vascello Akira Sone. Il 20 novembre il Mogami fu trasferito con il resto della divisione alle dipendenze della 4ª Flotta del viceammiraglio Shigeyoshi Inoue: salpò subito alla volta di Samah, seguito anche dall'incrociatore pesante Chokai ma non dal Kumano, che si accodò il 23. Una volta riunitasi, il 2 dicembre la divisione fu posta sul piede di guerra e il 4 salpò inquadrata nel gruppo navale del viceammiraglio Jisaburō Ozawa, comprendente inoltre il Chokai, l'incrociatore leggero Yura e i cacciatorpediniere Fubuki, Shirakumo, Ayanami, Isonami, Shikinami, Shirayuki, Murakumo e Hatsuyuki. L'8 dicembre il Mogami coprì gli sbarchi nipponici a Singora, Patani e Kota Bharu, poi si preparò a combattere contro la Forza Z britannica ma, poiché tale formazione fu respinta con gravi perdite dall'11ª Flotta aerea, ebbe nuovi ordini di recarsi in Indocina e scortare un secondo scaglione di trasporti per la Malesia (12-19 dicembre). Il 22 lasciò la baia di Cam Ranh assieme al Mikuma e appoggiò il giorno successivo i facili sbarchi a Kuching, nel Borneo britannico; il 29 rientrò alla base. Il 16 gennaio 1942, accompagnati dagli incrociatori Chokai, Yura, Sendai e vari cacciatorpediniere, il Mogami e le unità sorelle effettuarono una sortita contro forze navali nemiche, che però rimase senza esito. Tra il 23 e il 28 gennaio, invece, il Mogami fu impegnato nella vigilanza alle operazioni anfibie a Endau assieme al Mikuma; poi il 10 febbraio salpò con il resto della divisione e il Chokai di scorta a un convoglio di venticinque cargo, che tre giorni dopo effettuò un riuscito sbarco a Palembang e sull'isola di Bangka. Il 17 febbraio il Mogami lanciò un idrovolante che localizzò due unità olandesi (affondate da aerei imbarcati), quindi recuperò il velivolo e seguì la divisione alle isole Anambas, ove si procedette al rifornimento di carburante e munizioni. La settimana successiva il Mogami e il Mikuma mollarono gli ormeggi e si unirono al gruppo occidentale per l'invasione di Giava, composto da cinquantasei trasporti e scorta. Nella notte tra il 28 febbraio e il 1º marzo dettero un contributo fondamentale nella battaglia dello Stretto della Sonda, chiudendo la via di fuga ai due incrociatori USS Houston e HMAS Perth, poi affondati a colpi di cannone e siluri in collaborazione con il 5º Squadrone cacciatorpediniere. Il Mogami rimase illeso.

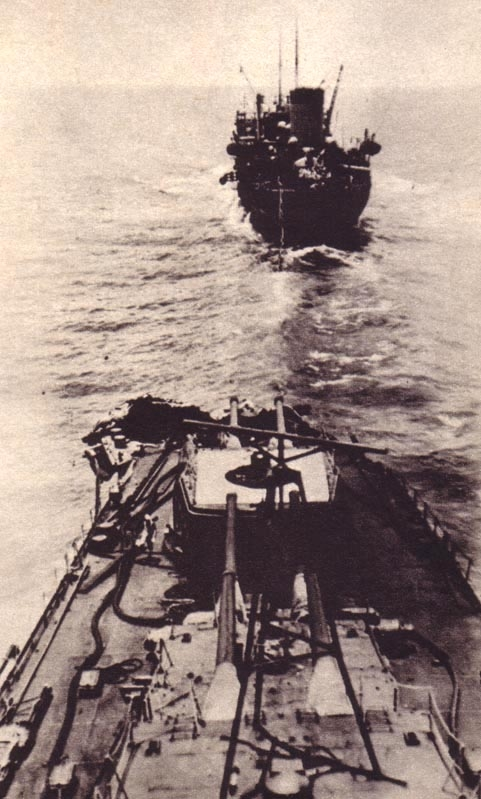
Il Mogami, preceduto dalla petroliera Nichiei Maru, fa rotta per Truk dopo la battaglia delle Midway: è evidente la prua accartocciata, ma la fotografia non mostra i danni ancor più gravi patiti dall'incrociatore negli attacchi aerei del 6 giugno

Il 4 marzo la 7ª Divisione lasciò le acque dell'isola e si portò alla base navale di Singapore, dove attese il Chokai prima di intraprendere, il 12, la copertura agli sbarchi nella Sumatra settentrionale. Rientrati a Singapore, il Mogami e gli altri quattro incrociatori ne ripartirono il 20 alla volta di Mergui (Birmania), ove si riunì la 1ª Flotta aerea del viceammiraglio Chūichi Nagumo e una parte della 2ª Flotta del viceammiraglio Nobutake Kondō per condurre vaste operazioni nell'Oceano Indiano. Il 1º aprile salpò inquadrato nella squadra del viceammiraglio Ozawa, che riuniva anche il Chokai, lo Yura, la portaerei leggera Ryujo e quattro cacciatorpediniere, incaricata di attaccare il traffico mercantile nel Golfo del Bengala: il Mogami, distaccato con il Mikuma e il cacciatorpediniere Amagiri, contribuì all'affondamento dei mercantili britannici Dardanus e Gandara, le navi norvegesi Elsa, Dagfred e Hermod. L'11 aprile il Mogami e i gemelli fecero il loro ingresso a Singapore, quindi due giorni dopo salparono con destinazione Kure, ove gettarono le àncore il 22. Dal 4 al 12 maggio rimase in bacino di carenaggio per revisione e pulizia dello scafo, poi dal 15 al 18 completò un'esercitazione con le navi da battaglia Yamato, Nagato e Mutsu nella rada di Hashirajima. Il 22 l'intera 7ª Divisione partì e arrivò quattro giorni dopo a Guam, dove si stava concentrando la 2ª Flotta (cui apparteneva) per formare un solido schermo al convoglio d'invasione per l'atollo di Midway, guidato dal contrammiraglio Raizō Tanaka e forte di dodici trasporti e 5 000 uomini. Nel dettaglio, il Mogami fu affiancato al gruppo portaidrovolanti (Chitose, Kamikawa Maru) del contrammiraglio Ruitarō Fujita e l'operazione ebbe inizio il 28 maggio. La battaglia delle Midway, iniziata bene per le armi giapponesi, degenerò nella mattina del 4 giugno in una grave disfatta con tre delle portaerei della 1ª Flotta aerea colpite e distrutte. Nel pomeriggio del 4 l'ammiraglio Isoroku Yamamoto, in un tentativo estremo di neutralizzare le pericolose forze aeree statunitensi basate sull'atollo, ordinò di condurre un bombardamento notturno: Kondō inviò la 7ª Divisione e l'8ª Divisione cacciatorpediniere che, vista la grande distanza dall'obiettivo, si lanciarono ad alta velocità a nord-est; poco dopo la mezzanotte, comunque, il Mogami e il resto della divisione (mancavano solo 90 miglia a Midway) ricevettero ordine di tornare indietro. Durante la navigazione con rotta ovest-nord-ovest fu scorto il sommergibile USS Tambor, navigante in superficie, e Kurita ordinò un'accostata a destra di 45°; il Mikuma, in terza posizione, dirottò invece di 90° e il Mogami, che chiudeva la fila, non si avvide di tale errore e si schiantò sulla dritta del Mikuma, all'altezza della plancia. L'urto gli schiacciò malamente la prua fino alla torre numero uno, mentre l'altro incrociatore, eccettuate alcune perdite ai serbatoi, accusò danni tutto sommato leggeri. Kurita ebbe poco dopo ordini di lasciare le due unità danneggiate con i cacciatorpediniere Arashio e Asashio e di riunirsi alla 2ª Flotta.
Il comando statunitense a Midway, informato dal sommergibile, aveva fatto intanto decollare dodici quadrimotori Boeing B-17 Flying Fortress, sei bombardieri in picchiata Douglas SBD Dauntless e sei aerosiluranti Vought SB2U Vindicator (gli ultimi disponibili dell'aeronautica dei Marine sulle isole): gli aerei attaccarono la mattina del 5, ma la contraerea ne sviò la mira e né il Mikuma né il Mogami furono colpiti. A sera la Task force 16, con le due portaerei USS Enterprise e USS Hornet, indirizzò le proprie ricognizioni nell'area che il Tambor aveva segnalato e, all'alba del 6 giugno, scovò il Mogami e il Mikuma che procedevano a bassa velocità. I due incrociatori furono oggetto di tre attacchi aerei consecutivi, portati da un totale di ottantuno bombardieri in picchiata Dauntless, ventotto caccia Grumman F4F Wildcat e tre aerosiluranti Douglas TBD Devastator. Il Mogami fu centrato da cinque ordigni lanciati dai Dauntless e i danni furono gravissimi ma, al contrario del Mikuma annientato dall'esplosione dei suoi stessi siluri, non affondò. Assieme ai due cacciatorpediniere, del pari colpiti, il Mogami raccolse 240 naufraghi e l'8 giugno raggiunse la 7ª Divisione con la quale, il 14, fece ingresso alla base aeronavale di Truk nelle isole Caroline. Fu subito ormeggiato a fianco della nave officina Akashi, che completò riparazioni provvisorie. Intanto la divisione era passata al comando del contrammiraglio Shōji Nishimura e il 14 luglio fu trasferita alla nuovamente attiva 3ª Flotta, erede della 1ª Flotta aerea e dunque riunente le superstiti portaerei di squadra della marina imperiale. L'11 agosto il Mogami arrivò a Sasebo, dove rimase inattivo un paio di settimane in attesa che l'arsenale si liberasse e lo stato maggiore decidesse cosa farne.

### 1943
Dal 1º settembre 1942 il Mogami fu oggetto di un profondo intervento, atto a trasformarlo in "incrociatore-portaerei". Per prima cosa furono sbarcate le torri diroccate di poppa, sul cui piano fu inchiavardato un ponte di volo dotato di due grandi catapulte: esse servivano a lanciare gli undici idrovolanti Aichi E16A1 che formarono il gruppo imbarcato standard del Mogami, recuperabili mediante un argano. Infine l'armamento contraereo leggero fu del tutto reimpostato su dieci impianti trinati di cannoni Type 96 da 25 mm e fu implementato un radar Type 21 da ricerca aerea (non utile quindi a dirigere il tiro).

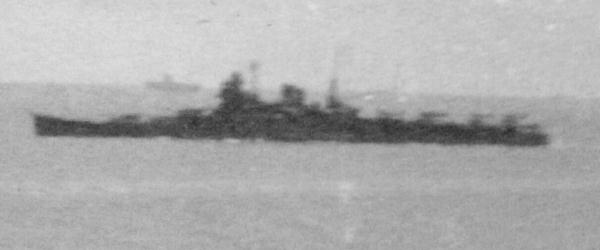
Il Mogami dopo la conversione nell'ibrido "incrociatore-portaerei". La qualità dell'immagine è scadente, ma si possono intuire le sagome degli idrovolanti biplani E16A1 sul ponte di volo

Il 14 aprile il capitano di vascello Ichirō Aitoku divenne nuovo comandante del Mogami e il 30 l'unità fu ufficialmente reimmessa in servizio con la 1ª Flotta, oltre a rientrare nei ranghi della 7ª Divisione: salpò il 1º maggio e dal giorno seguente fu impegnato in continue esercitazioni di battaglia nella rada di Hashirajima. Il 20, però, il Mogami e i gemelli salparono da Tokuyama e si portarono il 22 a Yokosuka, dove l'ammiraglio Mineichi Kōga – successore di Yamamoto, ucciso a metà aprile, alla testa della Flotta Combinata – aveva riunito la 1ª (Shokaku, Zuikaku, Zuiho) e la 2ª Divisione portaerei (Junyo, Hiyo), la corazzata Musashi, l'8ª Divisione incrociatori (Tone, Chikuma) e una decina di cacciatorpediniere condotti dagli incrociatori Agano e Ōyodo per ingaggiare battaglia presso l'isola di Attu, sulla quale era sbarcata una divisione statunitense l'11 maggio. Il 30, comunque, Attu cessò la resistenza e l'operazione fu annullata: il giorno dopo il Mogami lasciò la baia di Tokyo e dal 2 giugno riprese l'addestramento nel Mare interno di Seto; l'8, ancorato a Hashirajima, mise in mare numerose scialuppe per trarre in salvo eventuali superstiti della Mutsu, saltata in aria a causa dell'errato stoccaggio delle munizioni da 410 mm: i sopravvissuti furono però recuperati dalla corazzata Fuso. Il 9 luglio il Mogami prese a bordo un distaccamento di truppe imperiali e rifornimenti presso Ujina e, assieme alla 1ª Divisione portaerei, all'8ª Divisione incrociatori, alla portaerei di scorta Chuyo, gli incrociatori Agano, Oyodo, la portaidrovolanti Nisshin e sei cacciatorpediniere salpò alla volta di Truk, raggiunta il 19 dopo aver evitato due attacchi di sommergibili. Subito il Mogami ripartì affiancato dalla Nisshin, dai quattro incrociatori e da cinque cacciatorpediniere, arrivando il 21 alla base di Rabaul ove le truppe scesero a terra; cinque giorni dopo rientrò a Truk con le altre unità, eccettuati alcuni dei cacciatorpediniere. Il 18 settembre il Mogami fu aggregato a un'imponente puntata offensiva della 2ª e 3ª Flotta verso l'atollo di Eniwetok, in risposta ai pesanti raid compiuti dalla Task force 15 della Quinta Flotta statunitense: lo schieramento comprendeva anche la Yamato, la 1ª Divisione portaerei e gli incrociatori pesanti della 5ª (Myoko, Haguro) e 4ª Divisione (Atago, Takao, Maya, Chokai), ma non fu registrato alcun contatto e il 25 la formazione rientrò a Truk. Un'altra uscita in forze del genere, guidata dall'ammiraglio Kōga in persona e che coinvolse sia il Mogami, sia il Suzuya, avvenne il 17 ottobre: intercettazioni radio avevano suggerito che una Task force nemica avrebbe ripetuto l'attacco all'Isola di Wake avvenuto il 5-6 del mese, ma le forze giapponesi attesero invano a sud dell'isola e il 26 tornarono alla rada atollina.
Il 3 novembre il Mogami con resto della divisione d'appartenenza, la 4ª e l'8ª Divisione incrociatori salpò alla volta di Rabaul: Kōga aveva deciso di distaccarvi le forze da battaglia per recare aiuto all'8ª Flotta, la quale aveva subito una sconfitta nella notte tra il 1º e il 2 e non era riuscita a eliminare la testa di ponte che la squadra del viceammiraglio William Halsey aveva stabilito su Bougainville. Il gruppo di incrociatori arrivò la mattina presto del 5 nella rada e si ormeggiò, ma lo spostamento era stato localizzato da ricognitori statunitensi e il viceammiraglio Halsey aveva ottenuto dall'ammiraglio Chester Nimitz che le portaerei USS Saratoga e USS Princeton gli fossero temporaneamente affidate, allo scopo di colpire subito le unità nipponiche. Alle 09:00 del 5 fece dunque partire un'ondata di 97 velivoli, che giunse alle 11:15 su Rabaul e completò un riuscito attacco: il Mogami fu centrato in pieno da una bomba da 500 libbre (circa 230 chili) sganciata da un Dauntless della Saratoga e a bordo si sviluppò un violento incendio; diciannove uomini rimasero uccisi. Domate le fiamme, il giorno seguente il Mogami lasciò Rabaul al seguito dell'intatto Suzuya e, arrivato l'8 a Truk, fu sottoposto a un raddobbo d'emergenza da parte della Akashi, durato sino al 16 dicembre. Salpò subito dopo e il 21 raggiunse Kure, nel cui arsenale fu tratto in secca il giorno seguente per le riparazioni necessarie. Nel corso dei lavori si provvide ad aggiungere otto cannoni Type 96 da 25 mm, tutti su affusti individuali.

### 1944 e l'affondamento
Il 17 febbraio 1944 il Mogami tornò in acqua e l'8 marzo partì verso i mari meridionali assieme alla Zuikaku, alla 3ª Divisione corazzate (Kongo, Haruna) e ai cacciatorpediniere Akigumo, Asagumo, Kazagumo; il 12 fu dirottato con la portaerei a Singapore, ove depose un carico di rifornimenti per la locale guarnigione prima di raggiungere il resto delle forze battaglia all'ancoraggio delle isole Lingga, poco lontano dalla città. Da questa rada protetta il Mogami operò per i mesi seguenti, prendendo parte a continue esercitazioni combinate, e il 10 aprile passò al comando del capitano di vascello Ryo Toma. Tra l'11 e il 14 maggio seguì la 2ª e 3ª Flotta nello spostamento alla base di Tawi Tawi nel Borneo nord-orientale, ove riprese l'addestramento. Circa un mese più tardi, dinanzi al massiccio attacco statunitense alle isole Marianne, il comando della Flotta combinata (ammiraglio Soemu Toyoda) attivò il piano A-Gō: secondo queste direttive, la 2ª Flotta del viceammiraglio Kurita si pose in testa e dietro seguì la 3ª Flotta del viceammiraglio Ozawa, divisa in due scaglioni; il Mogami fu aggregato a quello del contrammiraglio Takatsugu Jōjima, costituito attorno alla 2ª Divisione portaerei (Junyo, Hiyo, Ryuho) e comprendente anche la corazzata Nagato e una numerosa scorta di cacciatorpediniere. Questa imponente formazione fece rifornimento il 14 a Guimaras, il 16, appena penetrata dallo Stretto di San Bernardino nel Mare delle Filippine, fu raggiunta dalla squadra del viceammiraglio Matome Ugaki e il 19 impegnò una grande battaglia aeronavale contro la Task force 58 a ovest dell'arcipelago; le perdite furono elevate e non fu ottenuto alcun risultato. La sera seguente il gruppo di Jōjima fu oggetto di un nutrito attacco dei reparti imbarcati statunitensi: la portaerei Hiyo fu gravemente colpita e subito andò alla deriva, mentre il Mogami e la Nagato cercavano di prestarle assistenza. In preda alle fiamme e squarciata da numerose esplosioni, l'unità in ultimo affondò.

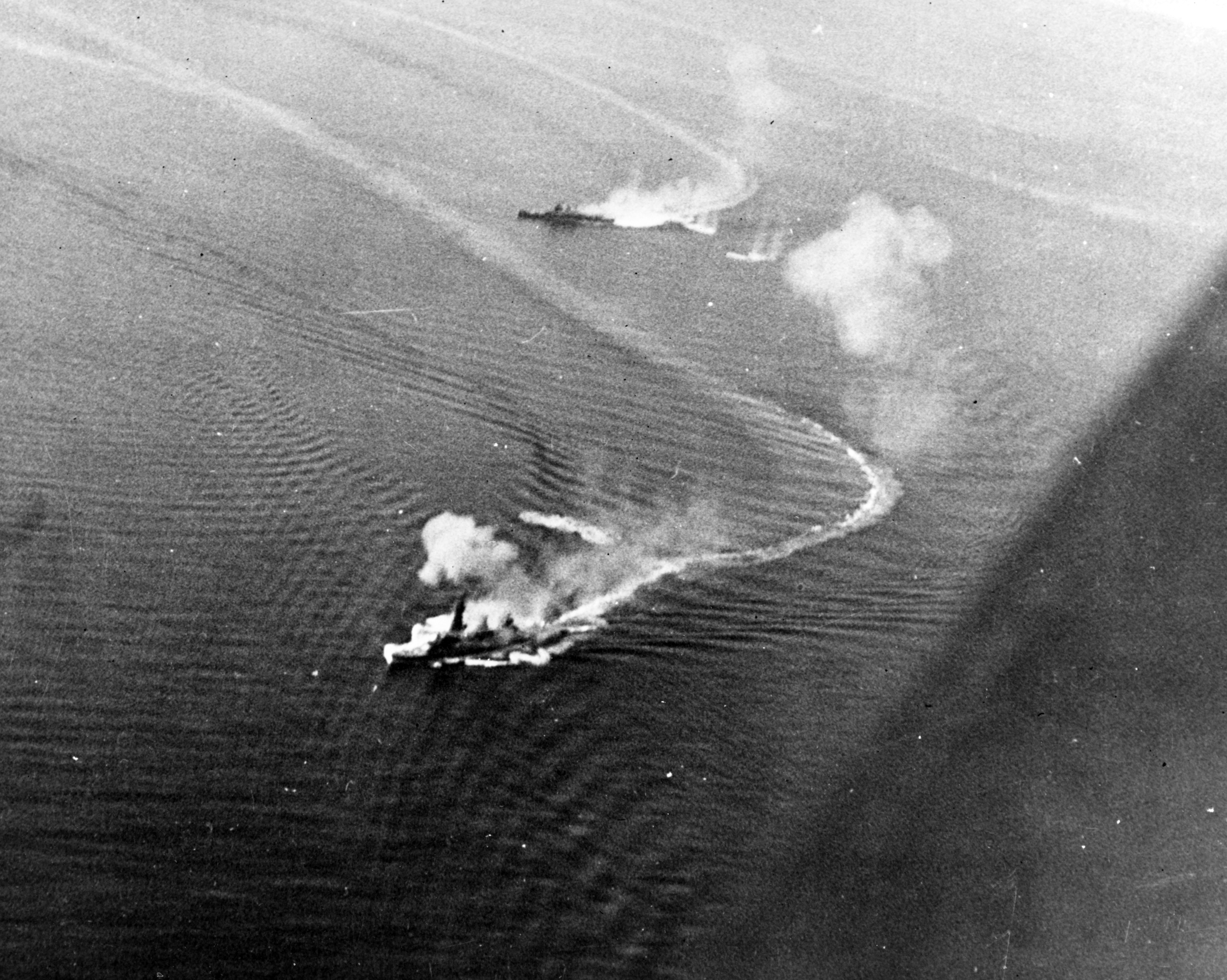
Una controversa immagine dell'unico attacco aereo subito dal viceammiraglio Nishimura: l'unità in primo piano è la nave da battaglia Fuso e la seconda, sullo sfondo, è stata identificata sia come la gemella Yamashiro, sia come il Mogami

Dopo aver vigilato sui cacciatorpediniere che trassero in salvo i naufraghi, il Mogami si accodò alla flotta e ripiegò a nord, verso la baia Nakagusuku a Okinawa, toccata il 22; da qui tutte le navi proseguirono per la rada di Hashirajima e il 25 il Mogami si fermò all'arsenale di Kure per un incremento della dotazione contraerea: furono aggiunti quattro impianti tripli e dieci singoli di cannoni Type 96 da 25 mm e, sulle sovrastrutture, furono posti un radar Type 22 da ricerca aerea/ direzione del tiro e un apparato Type 13, rivolto all'individuazione di bersagli di superficie. Il 25 luglio salpò inquadrato in una nutrita formazione detta "gruppo B" (comprendeva quattro corazzate, tra cui la Yamato, la 4ª e la 7ª Divisione incrociatori, alla quale erano stati uniti il Tone e il Chikuma, e numeroso naviglio leggero), che doveva recare un importante carico di rinforzi e materiali a Manila: dopo una tappa a Okinawa, arrivò il 14 a destinazione. Il 17 la squadra ripartì e si fermò due giorni dopo alle isole Lingga, ove rimase per i mesi successivi in addestramento. Il 18 ottobre la 2ª Flotta fu mobilitata secondo le direttive del piano Shō-Gō 1, un complesso contrattacco navale all'invasione statunitense dell'isola di Leyte e quindi alla minaccia gravante sulle Filippine. Dal grosso fu separata una squadra indipendente detta "forza C" o "forza meridionale", affidata al viceammiraglio Nishimura e comprendente, oltre al Mogami, la 2ª Divisione corazzate (Fuso, Yamashiro) e quattro cacciatorpediniere; sua missione era forzare da sud lo Stretto di Surigao e piombare, in sincrono con il resto della flotta proveniente da nord, sulle spiagge di sbarco. Il mattino presto del 24, entrato nel Mar di Bohol, il Mogami lanciò un idrovolante che localizzò una parte della Settima Flotta statunitense (quattro corazzate, due incrociatori, dieci cacciatorpediniere), deputata a proteggere gli sbarchi e fornire appoggio tattico alle truppe. Tra le 09:00 e le 10:00 velivoli provenienti dalle portaerei USS Enterprise e USS Franklin effettuarono un infruttuoso attacco e il Mogami accusò danni solo superficiali dopo essere stato mitragliato e mancato di misura da alcuni razzi. L'avvistamento di unità giapponesi fece sì che il viceammiraglio Thomas Kinkaid concentrasse all'imbocco settentrionale dello Stretto di Surigao la squadra di supporto del contrammiraglio Jesse Oldendorf, forte di sei vecchie corazzate, otto incrociatori tra pesanti e leggeri, ventuno cacciatorpediniere e trentanove motosiluranti, dislocate all'entrata sud per fungere da sentinelle avanzate.
Nel corso del 24 Nishimura procedette verso lo stretto senza essere più disturbato e alle 21:00 inviò in avanguardia il Mogami con i cacciatorpediniere Michishio, Yamagumo, Asagumo. Il Mogami iniziò a percorrere lo Stretto di Surigao attorno alla mezzanotte del 25 ottobre e respinse con le artiglierie, assieme ai cacciatorpediniere, i reiterati attacchi delle motosiluranti statunitensi; aumentò poi la velocità a 20 nodi. Nel frattempo i messaggi di allarme avevano fatto sì che il contrammiraglio Oldendorf fosse pronto alla battaglia ed egli, inoltre, autorizzò l'invio in sequenza di tre divisioni cacciatorpediniere per scompaginare la squadra nipponica mediante lanci di siluri. Nel corso di tali azioni, consumatesi tra le 03:00 e le 03:30, quasi tutte le navi nipponiche furono messe fuori combattimento o colate a picco, ma il Mogami rimase indenne e, pur non colpendo nessuna delle unità nemiche con le proprie salve, proseguì verso nord e cozzò contro lo schieramento di corazzate e incrociatori statunitensi; esso aprì il fuoco alle 03:52. Immediatamente il Mogami fu inquadrato e quattro proietti da 203 mm esplosero a bordo: la centrale di direzione del tiro contraereo fu distrutta, la plancia devastata, il capitano Toma e il vicecomandante capitano di vascello Uroku Hashimoto rimasero uccisi. Il capitano di fregata Giichirō Arai (l'ufficiale del tiro) prese allora il controllo, invertì la rotta e tentò la fuga assieme allo Shigure, unico altro superstite della squadra di Nishimura. Intanto, sin dalle 03:20 circa, era sopraggiunta la 5ª Flotta del viceammiraglio Kiyohide Shima che prese una rotta nord, incontrando lo Shigure e resti di navi in fiamme; le vedette giapponesi, però, si accorsero troppo tardi del Mogami che, a 8 nodi, stava ritirandosi lungo una rotta coincidente con quella della formazione. Nonostante la brusca manovra ordinata da Shima, alle 04:29 la sua ammiraglia Nachi speronò a tutta forza il Mogami sulla dritta, ove si aprì una falla al galleggiamento. Poco dopo alcuni siluri, raggiunti dal fuoco che non era stato estinto, saltarono in aria e distrussero le macchine di destra. Le due unità riuscirono comunque a districarsi e la squadra di Shima ripiegò poco dopo.
Sempre meno capace di manovrare, tra le 05:30 e le 05:35 il Mogami fu bersagliato dagli incrociatori USS Portland, USS Louisville e USS Denver, che lo colpirono con una decina di granate senza però inseguirlo a lungo. Il viceammiraglio Shima ordinò allora al cacciatorpediniere Akebono di assistere l'incrociatore e scortarlo sino a Coron (Palawan), punto d'incontro per le unità superstiti della battaglia. Il Mogami iniziò a trascinarsi fuori dallo stretto ma, alle 08:30 circa, le restanti caldaie e turbine, sottoposte a uno sforzo eccessivo, si guastarono e lo lasciarono alla deriva. Alle 09:02 sopraggiunsero diciassette Grumman TBF Avenger inviati dal Task group 77.1, che piazzarono due bombe da 500 libbre sulle sovrastrutture e resero la situazione della nave disperata. Il capitano Arai ordinò l'abbandono nave alle 10:47, lo Akebono accolse a bordo 700 membri dell'equipaggio (192 erano morti) e alle 12:40 lanciò un siluro allo scafo devastato: alle 13:07 il Mogami sprofondò, non lontano dall'entrata meridionale dello stretto (9°40′N 124°50′E).
Il 20 dicembre 1944 il Mogami fu depennato dai registri del naviglio in servizio con la Marina imperiale.

## Relitto
Il relitto del Mogami è stato localizzato dalla nave di ricerca Petrel l'8 maggio 2019 a una profondità di 1 450 metri.